# اروین کاتنیچ
اروین کاتنیچ (کرواتی: Ervin Katnić؛ ۲ سپتامبر ۱۹۲۱ – ۴ ژانویهٔ ۱۹۷۹) بازیکن فوتبال اهل جمهوری فدرال سوسیالیستی یوگسلاوی بود.
از باشگاه‌هایی که در آن بازی کرده‌است می‌توان به باشگاه فوتبال هایدوک اسپلیت اشاره کرد.